# Nightwatch: Demons Are Forever
Nightwatch: Demons Are Forever (dänisch Nattevagten – Dæmoner går i arv) ist ein psychologischer Horrorfilm des dänischen Autorenfilmers Ole Bornedal. Die Premiere fand beim BFI London Film Festival 2023 in der Sektion „Cult“ statt, deutscher Kinostart war am 16. Mai des Folgejahres. Der Film setzt drei Jahrzehnte nach dem Vorgänger Nightwatch – Nachtwache ein, der für Bornedal und Hauptdarsteller Nikolaj Coster-Waldau 1994 den Durchbruch markierte. Bornedals Tochter Fanny übernimmt nun die Hauptrolle als Filmtochter von Coster-Waldau.

## Handlung
Die Mordserie während Martins Aushilfsjob als Nachtwächter in der Gerichtsmedizin verfolgt seine Familie noch dreißig Jahre später. Trotzdem entschließt sich seine Tochter Emma, ihr Medizinstudium auf dieselbe Weise zu finanzieren. Als sie erfährt, dass der Mörder von damals noch lebt, will sie ihn im Gefängnis besuchen und so ihr Familientrauma konfrontieren. Sie findet ihn zunächst blind und apathisch in einer dunklen Isolationszelle vor. Kurz darauf beginnt eine weitere Mordserie an ihrer nächtlichen Arbeitsstelle, die erneut die Handschrift des Inhaftierten trägt. Zusammen mit ihren Freund Frederik stellt Emma private Ermittlungen dazu an.

## Kritik
Bei Kinostart am 14. Dezember 2023 zeigte sich die dänische Presse sehr angetan. Vieles sei zwar schon aus dem Vorgänger bekannt, aber die Narben und Traumata seiner Figuren erdeten den Film.
International waren die Reaktionen verhaltener, was sich auch in den Auswertungen US-amerikanischer Aggregatoren widerspiegelt. So erfasst Rotten Tomatoes überwiegend wohlwollende Besprechungen und ordnet den Film dementsprechend als „Frisch“ ein. Laut Metacritic fallen die Bewertungen im Mittel „Gemischt oder Durchschnittlich“ aus.

„Natürlich […] erreicht [Nightwatch 2] nicht die Komplexität des ersten Teils. Aber wie Bornedal altbekannte Elemente neu arrangiert und weiterspinnt, ist durchaus spannend und unterhaltsam.“

Der Filmdienst wiederum blieb kritisch. Um sich vom Vorgänger abzuheben, verbringe Bornedal so lange mit einer „Reflexion über Generationen-Traumata und Täter-Opfer-Dynamiken[…], dass vom Horrorfilm, der Nightwatch 2 eben auch sein möchte, nicht mehr viel übrigbleibt.“